# Джонстон, Самуэл
Самуэл Джонстон (англ. Samuel Johnston; 15 декабря 1733 — 17 августа 1816) — американский политик шотландского происхождения, юрист, член Ассамблеи Северной Каролины с 1760 года, с 1773 года член секретного Комитета по корреспонденции, депутат Первого провинциального конгресса Северной Каролины, а также президент 3-го и 4-го провинциальных конгрессов, сенатор штата в 1779, 1783 и 1784 годах, член Первого Континентального Конгресса, президент 1-го и 2-го конституционных конвентов Северной Каролины, 6-й губернатор Северной Каролины, который отказался от второго срока и перешёл в Сенат США в 1789 году, став первым сенатором от Северной Каролины. Судья Верховного Суда Северной Каролины с 1800 по 1803 год.